# Jorge de Meneses
Jorge de Meneses (vers 1498 – 1537 dans le Brésil colonial) est un navigateur portugais.
En 1526-1527, il débarque sur les îles Schouten dont Biak (golfe de Cenderawasih), tandis qu'il attend la fin de la mousson, et longe la péninsule de Doberai. Il baptise alors ces terres, les îles des Papous (Ilhas dos Papuas). Il est donc considéré comme le découvreur de la Nouvelle-Guinée. Il devient le gouverneur des Moluques entre 1527 et 1530, en résidant à Ternate.